# Wang Tzu-wei

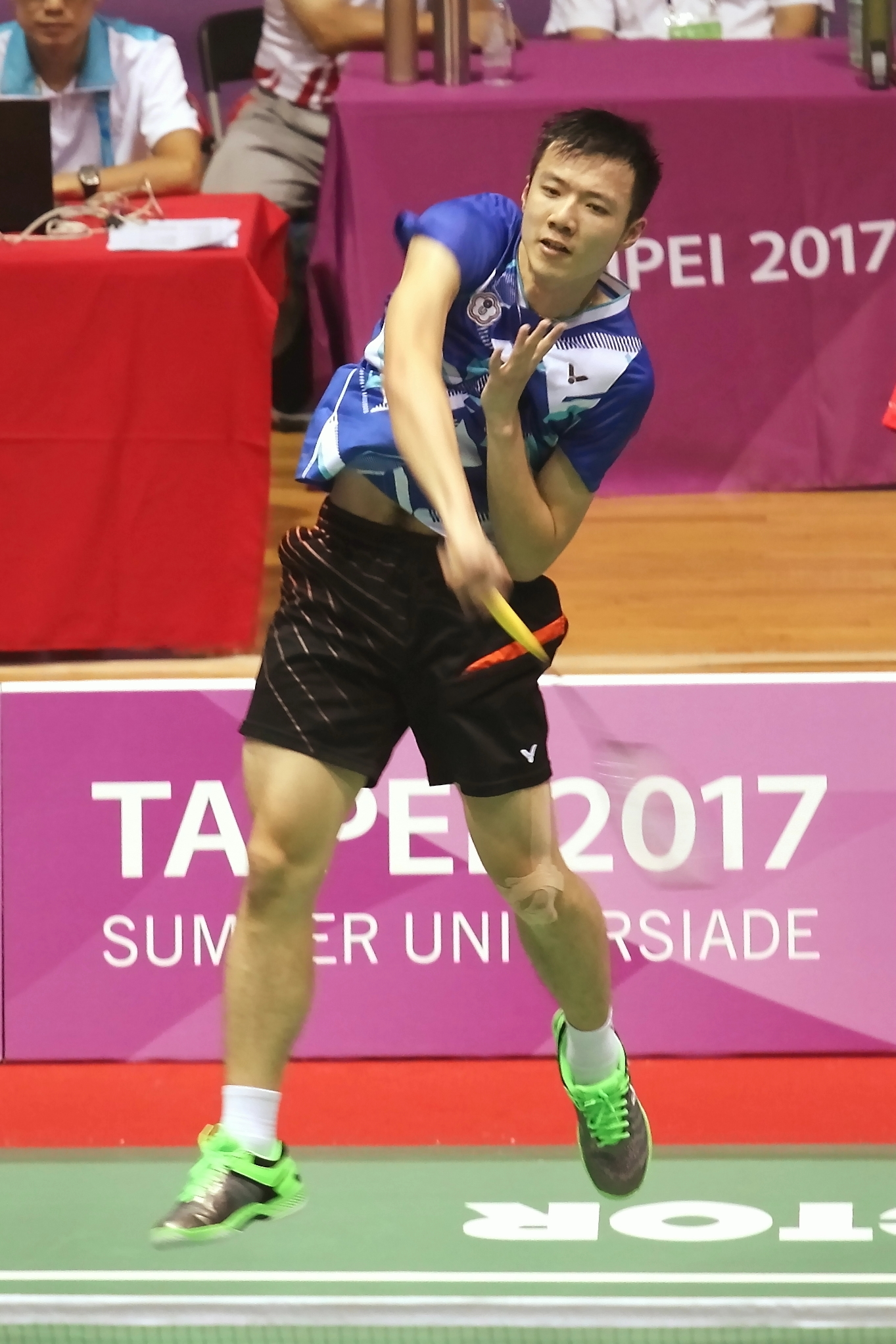

Wang Tzu-wei (chinesisch 王子維, Pinyin Wáng Zǐwéi, * 27. Februar 1995 in Taipeh) ist ein taiwanischer Badmintonspieler.

## Karriere
Wang Tzu-wei startete 2011 und 2012 bei den Badminton-Juniorenweltmeisterschaften und den Juniorenasienmeisterschaften. Bei der WM 2011 gewann er dabei Bronze mit dem Team. 2012 war sie in der chinesischen Superliga aktiv. Weitere Starts folgten bei den Vietnam Open 2012, den Macau Open 2012, den Australia Open 2013 und den Chinese Taipei Open 2013. Bei den Polish International 2013 belegte er Rang zwei, bei den Czech International 2013 und den Maldives International 2013 Rang drei. Bei den Ostasienspielen 2013 wurde er Dritter mit dem Team aus Taiwan.